# Lettersierschildpad
De lettersierschildpad (Trachemys scripta) is een schildpad uit de familie van de moerasschildpadden (Emydidae).
De soort op zich is niet zo bekend, maar de ondersoorten waren populair in de dierenhandel. Ze zijn daardoor over een groot aantal delen van de wereld verspreid, omdat veel exemplaren in de natuur zijn gedumpt of ontsnapt. Zelfs in Nederland en België komen populaties voor in het wild, maar dit betreft uitgezette dieren die zich in koelere streken wel kunnen handhaven , maar zich hier niet voortplanten. Het betreft voornamelijk de roodwangschildpad, de geelwangschildpad en de geelbuikschildpad. Zie voor de wetenschappelijke namen onderstaande lijst.
Het geslacht Trachemys behoorde vroeger tot het geslacht van de roodbuikschildpadden Pseudemys, waardoor de oude naam in de literatuur veel wordt gebruikt.
De lettersierschildpad is een zeer succesvolle soort die vrijwel overal in Noord- en Zuid-Amerika voorkomt. In het grootste deel van het areaal is de soort echter uitgezet en komt daar van nature niet voor.

## Europese wetgeving
Sinds 2016 staat deze soort op de lijst van invasieve exoten die zorgwekkend zijn voor de Europese Unie. Sindsdien geldt een verbod op bezit, handel, kweek, transport en import van de schildpad. Exemplaren van deze soort mogen wel nog als huisdier gehouden worden tot hun dood, indien ze voor 2017 reeds als gezelschapsdier werden gehouden. Het dumpen van eender welke dieren in de natuur is reeds bij wet verboden in België, en ook de Europese regelgeving verbiedt uitdrukkelijk exemplaren van deze soort vrij te laten in de natuur vanwege hun invasieve karakter.

## Taxonomie
De soort werd voor het eerst wetenschappelijk beschreven door Thunberg in Schoepff in 1792. Oorspronkelijk werd de wetenschappelijke naam Testudo scripta gebruikt.
Er worden drie ondersoorten erkend. Vroeger was dit aantal veel groter, maar omdat meer dan tien voormalige ondersoorten tegenwoordig worden beschouwd als aparte soort is het aantal ondersoorten sterk gereduceerd. Een voorbeeld van een dergelijke soort is Trachemys grayi.
Soort Trachemys scripta
- Ondersoort Roodwangschildpad (Trachemys scripta elegans)
- Ondersoort Geelbuikschildpad (Trachemys scripta scripta)
- Ondersoort Geelwangschildpad (Trachemys scripta troostii)